# تيموثي د. سنايدر
تيموثي د. سنايدر (بالإنجليزية: Timothy Snyder)‏ هو كاتب وأستاذ جامعي ومؤرخ أمريكي، ولد في 18 أغسطس 1969 في أوهايو في الولايات المتحدة.

## وصلات خارجية
- تيموثي د. سنايدر على موقع مونزينجر (الألمانية)
- تيموثي د. سنايدر على موقع ميوزك برينز (الإنجليزية)